# 碰將
碰將，是1970年代，日本商人推出麻將簡化的牌具與玩法。任天堂也有推出掌上機板。

## 牌具
圖案有汽車、帆船、飛機，有青、黑、紅三種顏色，每種九張。共八十一張。